# Endokrina celler
Endokrina celler är celler som utsöndrar hormoner in i kroppen. Många endokrina celler bygger upp en endokrin körtel. Till skillnad från andra körtlar, exempelvis salivkörtlarna, har inte endokrina körtlar dedikerade transportvägar, utan utsöndrar sina ämnen i blodbanan. Hormonerna följer blodomloppet tills de når målcellerna i andra delar av kroppen, där de verkar.